# 角和善助
角和 善助（かくわ ぜんすけ、1893年（明治26年）2月12日 - 1962年（昭和37年）2月20日）は、大日本帝国陸軍軍人。最終階級は陸軍少将。功四級。

## 経歴
1893年（明治26年）に神奈川県で生まれた。陸軍士官学校第28期、陸軍大学校第38期卒業。1939年（昭和14年）8月1日に陸軍輜重兵大佐進級と同時に第10師団参謀に着任。1940年（昭和15年）3月に輜重兵第41連隊長に転じ、1941年（昭和16年）7月に陸軍輜重兵学校附となった。1942年（昭和17年）2月に第58師団参謀長（支那派遣軍・第11軍）に就任し、応城に駐屯して同地の守備に任じた。
1943年（昭和18年）8月に第13野戦輸送司令官（関東軍・第3方面軍）に就任し、1944年（昭和19年）に第23軍（支那派遣軍）隷下に編入された。同年9月27日から湘桂作戦に伴う輸送に就き、1945年（昭和20年）2月28日より広東省韶関の警備に任じ、6月10日に陸軍少将に進級した。終戦後の1946年（昭和21年）4月23日に浦賀に到着し復員を完結した。
1947年（昭和22年）11月28日、公職追放仮指定を受けた。